# Pseudotragiscus venus
Pseudotragiscus venus là một loài bọ cánh cứng trong họ Cerambycidae.